# Eurasische Maulwürfe
Die Eurasischen Maulwürfe (Talpa) sind eine Säugetiergattung aus der Familie der Maulwürfe (Talpidae). Die Gattung umfasst mehr als 15 in Europa und im nördlichen und westlichen Asien lebende Arten, von denen der Europäische Maulwurf die wohl bekannteste ist. Es handelt sich in allen Fällen um unterirdisch lebende Tiere, die selbst gegrabene Baue und Gänge nutzen. Aufgrund dessen sind sie in ihrem äußeren Erscheinungsbild relativ einheitlich. Sie besitzen einen zylinderförmigen Körper mit kurzen Hals und zu Grabwerkzeugen umgestaltete Vordergliedmaßen. Äußere Ohren kommen nicht vor, die Augen bleiben im Fell versteckt. Die Fellfärbung zeigt meist einen dunklen Farbton. Die Tiere leben einzelgängerisch und unterhalten Reviere. Als Hauptnahrung dienen Regenwürmer und Insekten. Die Fortpflanzung erfolgt einmal im Jahr, sowohl die Tragzeit als auch die Saugphase währen nur wenige Wochen. Eine Besonderheit findet sich bei den Weibchen einiger Arten, die funktional Hermaphroditen darstellen. Die Gattung wurde im Jahr 1758 wissenschaftlich benannt. Die genauen Verwandtschaftsverhältnisse der einzelnen Arten untereinander war lange Zeit nur ungenügend bekannt. Erst molekulargenetische Analysen zu Beginn des 21. Jahrhunderts konnten diese klären, sie führten zudem zur Aufdeckung verschiedener kryptischer Arten. Der Bestand der meisten Arten ist nicht gefährdet. Fossil trat die Gattung erstmals im Miozän in Erscheinung.

## Merkmale

### Habitus

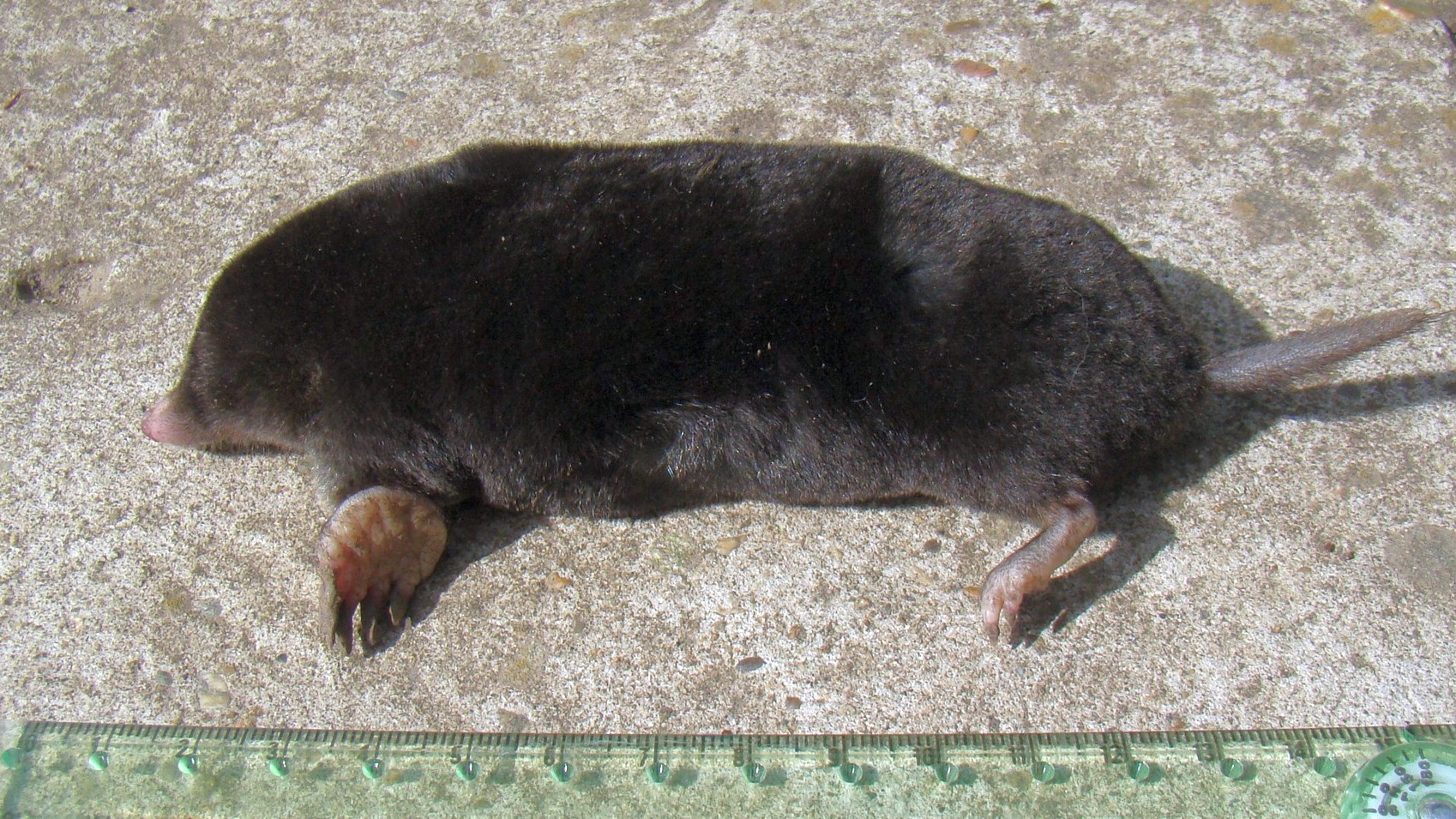
Kaukasischer Maulwurf (Talpa caucasica)

Die Eurasischen Maulwürfe sind mittelgroße bis große Vertreter der Maulwürfe. Kleine Formen wie der Blindmaulwurf (Talpa caeca), der Levantinische Maulwurf (Talpa levantis) oder der Talysch-Maulwurf (Talpa talyschensis) besitzen eine Kopf-Rumpf-Länge von 8,2 bis 12,5 cm und eine Schwanzlänge von 2,0 bis 4,3 cm. Das Gewicht reicht von 21 bis 67 g. Der größte Angehörige der Gruppe, der Sibirische Maulwurf (Talpa altaica), wird hingegen bis zu 23,2 cm lang und 225 g schwer. Äußerlich weisen die Tiere den „maulwurfstypischen“ Körperbau der Eigentlichen Maulwürfe (Talpini) auf und unterscheiden sich von den übrigen Gattungen dieser Tribus vorrangig in der Anzahl und dem Bau der Zähne. Der Körper ist walzen- bis zylinderförmig, der Hals kurz und der Kopf kegelartig gestaltet. Die Vordergliedmaßen sind nahezu unbehaart und durch ihre breiten, nach außen gedrehten Handflächen zu Grabwerkzeugen umgebildet, die unterstützend dazu an allen fünf Fingern kräftige Krallen tragen. Die Hinterbeine besitzen ebenfalls fünf Zehen, sind aber weniger spezialisiert und schwächer entwickelt als die Vordergliedmaßen. Die Augen bleiben im Fell verborgen, sie sind klein und liegen entweder frei wie beim Europäischen Maulwurf (Talpa europaea) oder werden von einer Hautfalte überdeckt wie bei zahlreichen anderen Arten. Äußere Ohrmuscheln treten nicht in Erscheinung. Die Schnauze ist zugespitzt und ebenso wie der kurze Schwanz nur spärlich behaart. Das dichte Fell zeigt sich in der Regel dunkel grau gefärbt, manchmal kommt eine etwas hellere Unterseite vor. Die Färbung kann jedoch von weißgrau bis schwarz variieren.

### Schädel- und Gebissmerkmale
Sowohl im Skelett- als auch im Schädelbau sind sich die Eurasischen Maulwürfe und ihnen nahe verwandte Gattungen sehr ähnlich. Der Schädel ist lang sowie schmal und nach vorn konisch spitz zulaufend. Die Jochbögen zeigen sich nur schwach entwickelt, die Paukenblasen sind deutlich abgeplattet. Das Gebiss der meisten Arten besteht aus der ursprünglichen Zahnanzahl der Höheren Säugetiere, die bei 44 liegt. Die Gebissformel lautet demnach {\displaystyle {\frac {3.1.4.3}{3.1.4.3}}}. Allerdings tritt bei einigen Vertretern eine starke Oligodontie auf. Belegt ist sie unter anderem für den Römischen Maulwurf (Talpa romana), den Sibirischen Maulwurf, den Europäischen Maulwurf oder den Pater-David-Maulwurf (Talpa davidiana). Häufig betrifft es den Bereich der Prämolaren, wo überzählige Zähne ausgebildet sein können, andere jedoch fehlen oder es zu Zahnverschmelzungen kommt. Eine Besonderheit der Maulwürfe ist der Zahnwechsel, der meist noch vor der Geburt stattfindet. Die Schneidezähne sind klein und einfach gebaut. Der obere Eckzahn ist stark vergrößert, der untere ähnelt hingegen den Schneidezähnen (incisiform), während der erste untere Prämolar wiederum einem Eckzahn gleicht (caniniform). Die Molaren werden durch spitze Höckerchen geprägt, die über eine dilambdodonte (W-förmige) Zahnschmelzleiste miteinander verbunden sind. Als Unterscheidungsmerkmal zwischen den einzelnen Arten kann teilweise der Bau des Mesostyls der Oberkiefermahlzähne, ein kleiner Höcker zwischen den beiden lippenseitigen Haupthöckern (Paraconus und Metaconus), herangezogen werden. Dieser ist je nach Form ein- oder zweispitzig gebaut.

### Skelettmerkmale
Besonderheiten im Skelettbau finden sich vor allem im Bereich des Beckens. Es lassen sich hier zwei Bautypen des Kreuzbeins innerhalb der Eurasischen Maulwürfe unterscheiden. Beim caecoidalen Typ (benannt nach dem Blindmaulwurf) ist die Öffnung des Foramens am vierten Kreuzbeinwirbel nach hinten gerichtet und offen. Dahingegen wird beim europaeoidalen Typ (benannt nach dem Europäischen Maulwurf) die entsprechende Öffnung durch eine Knochenbrücke überdeckt.

### Eimersches Organ
Auf der unbehaarten Nase der Eurasischen Maulwürfe erheben sich kleine, buckelartige Hautaufwölbungen, die ein bienenwabenartiges Muster bilden. Es handelt sich hierbei um Rezeptoren, die als Eimersches Organ bezeichnet werden und am besten beim Europäischen Maulwurf untersucht sind, beginnend mit Theodor Eimers Beschreibung im Jahr 1871. Jede dieser Aufwölbungen weist einen Durchmesser von 60 bis 100 μm auf, zentral befindet sich eine Scheibe von 20 bis 25 μm Größe. In den Aufwölbungen enden jeweils Nervenbahnen. Insgesamt bedecken rund 2200 Buckel oder Papillen die Nase, die sich auf mehrere Bereiche um die Nasenlöcher verteilen, ein jeweils oberer und unterer zentraler Fleck mit 900 beziehungsweise 760 Rezeptoren und zwei jeweils kleinere seitlich gelegene mit 200 beziehungsweise 80 Rezeptoren. Dadurch entsteht ein sehr feinfühliges Tastorgan.

### Genetische Merkmale
Fast alle Eurasischen Maulwürfe haben einen diploiden Chromosomensatz von 2n = 34, so dass 16 Chromosomenpaare zuzüglich der beiden Geschlechtschromosomen vorkommen. Variationen bestehen zumeist in der Anzahl der Arme der Autosomen (fundamentale Anzahl), die zwischen 62 und 64 schwankt. Lediglich beim Blindmaulwurf, beim Kaukasischen Maulwurf (Talpa caucasica) und beim Ognev-Maulwurf (Talpa ognevi) hat sich ein erweiterter Chromosomensatz ausgebildet. Bei ersterem lautet er 2n = 36, bei den beiden letzteren 2n = 38. Die hier auftretenden zusätzlichen Chromosomen sind zumeist sehr klein. Ihre Entstehung beruht vermutlich auf der Robertson-Translokation, da es kaum Unterschiede in der Fundamentalanzahl gibt.

## Verbreitung und Lebensraum
Die Eurasischen Maulwürfe sind in weiten Teilen Europas sowie im nördlichen und westlichen Asien verbreitet. Das nördlichste Vorkommen weist der Sibirische Maulwurf mit einem Auftreten in Sibirien und der Mongolei auf, das südlichste fällt mit mehreren Arten zusammen wie den Pater-David-Maulwurf, Talpa hakkariensis und Talpa streetorum, die jeweils die südöstliche Türkei und den nördlichen Iran bewohnen. Mit dem Sibirischen Maulwurf ist auch der östlichste Vorstoß eines Vertreters der Gattung zu verzeichnen, die Westgrenze ist mit dem Iberischen Maulwurf (Talpa occidentalis) auf der Iberischen Halbinsel erreicht. Die einzelnen Arten bewohnen verschiedene Lebensräume, die zumeist Wälder und Offenlandgebiete oder Flussauen einschließen und vom Meeresspiegelniveau bis in höhere Gebirgslagen reichen. In der Regel sind tiefgründige Böden mit einem hohen Anteil an Beutetieren Voraussetzung für die Anwesenheit der Eurasischen Maulwürfe in bestimmten Landschaften.

## Lebensweise

### Territorialverhalten

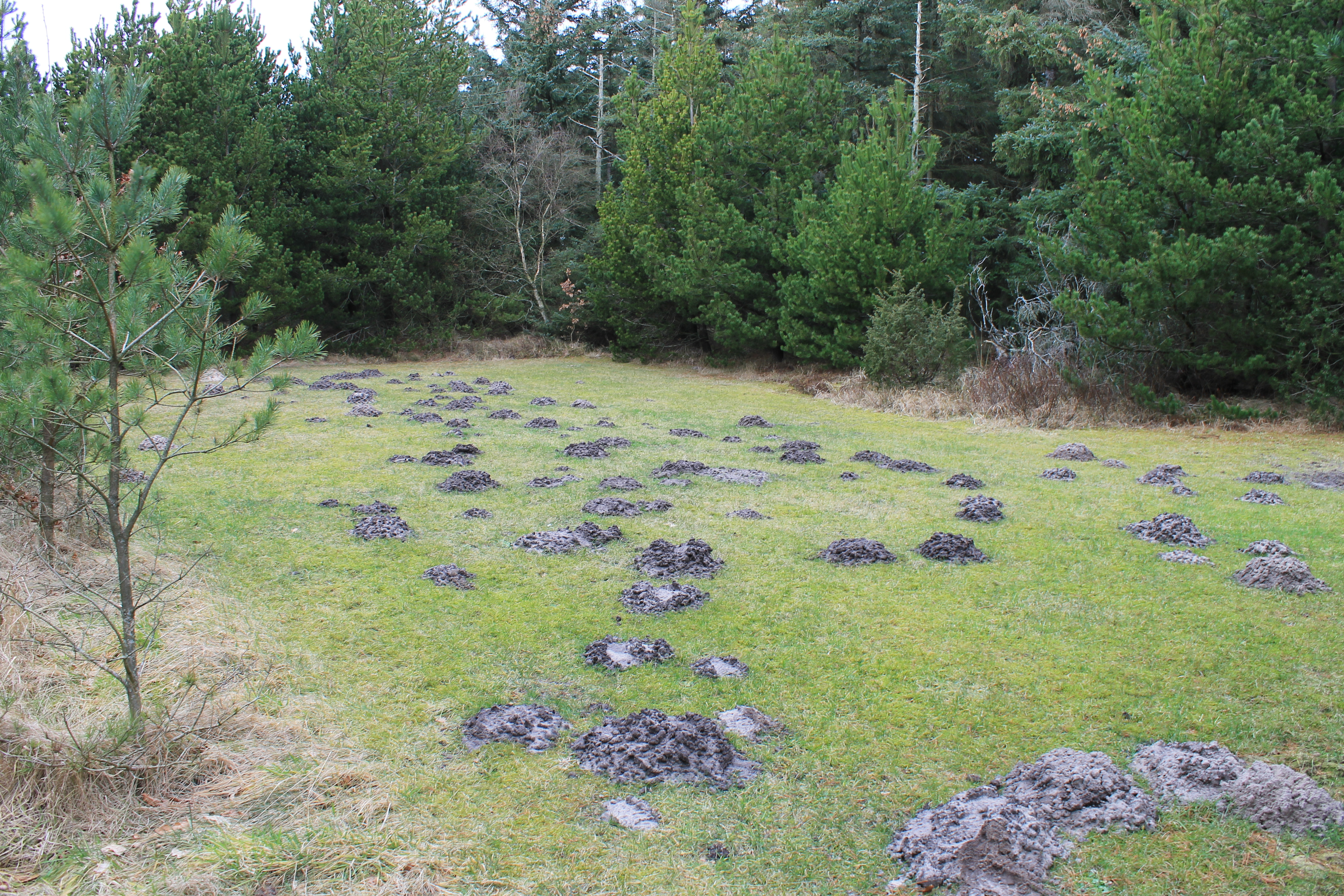
Maulwurfshügel

Die Lebensweise der Eurasischen Maulwürfe ist in vielen Fällen nur unzureichend erforscht. Die am besten untersuchte Art stellt der Europäische Maulwurf dar, doch bestehen auch hier noch zahlreiche Wissenslücken. Die Tiere verbringen nahezu ihr gesamtes Leben in selbstgegrabenen, unterirdischen Gangsystemen, die ein Netz aus oberflächennahen Tunneln zur Nahrungssuche und tiefere Bereichen, die sich bis zu 1 m in den Untergrund erstrecken können, als Rückzugs- und Ruheorte verbinden. Die tieferen Abschnitte haben in der Regel ein zentrales, mit Pflanzen gepolstertes Nest. Typisches Erkennungszeichen der Baue sind die oberirdisch sichtbaren Auswurfhügel (Maulwurfshügel), die die Ein- und Ausgänge markieren und überwiegend bei der Anlage der tieferen Gangsysteme entstehen. In der Regel sind die Eurasischen Maulwürfe sowohl am Tag als auch in der Nacht aktiv, wobei über einen 24-Stunden-Tag verteilt mehrere Aktivitätsphasen stattfinden. Die einzelnen Individuen leben außerhalb der Paarungszeit strikt einzelgängerisch und unterhalten Reviere, deren Grenzen markiert werden. Vielfach sind die Reviere über das Jahr stabil, lediglich die Männchen vergrößern diese in der Paarungszeit teils erheblich.

### Ernährung und Energiehaushalt
Die Nahrung der Eurasischen Maulwürfe besteht größtenteils aus Regenwürmern und Insekten. Erstere werden teilweise als Wintervorrat in den Bauen gelagert. Manchmal nehmen sie auch kleine Wirbeltiere zu sich. Die täglich benötigte Nahrungsmenge beträgt einen größeren Teil des eigenen Körpergewichts. Genügend Fettreserven vorausgesetzt, können einzelne Tiere auch mehrere Tage ohne Nahrung auskommen. Generell haben Eurasische Maulwürfe eine hohe Stoffwechselrate und erwiesen sich als wenig hitze- oder kältetolerant. Sie sind stark an die Umgebungstemperaturen ihrer Baue angepasst, die wiederum relativ konstante Temperatur- und Luftfeuchtigkeitsbedingungen bieten. Bei Untersuchungen am Europäischen Maulwurf ließ sich feststellen, dass Umgebungstemperaturen von über 20 °C zur Überhitzung der Tiere führen können, da nur wenig thermogerulative Möglichkeiten etwa über die großen Handflächen bestehen. Teilweise kommt es aber zum Rückgang der Energieproduktion in den Eingeweiden. Das Fell hingegen besitzt im Sommer wie im Winter ähnliche Isolationseigenschaften, wodurch eine Steuerung der Körpertemperatur nur bedingt möglich ist. Umgebungstemperaturen unter 12 °C führen häufig zu einer Unterkühlung. Bei niedrigeren Außentemperaturen verlegen die Tiere daher ihre Nester tiefer in den Untergrund und erhöhen die Bewegungsintensität.
Ein besonderes Phänomen wurde ebenfalls beim Europäischen Maulwurf mit dem Dehnel-Effekt beobachtet. Hierbei kommt es im Winter zu einer Schrumpfung des Gehirns und des Schädels mit einer Wiederzunahme im folgenden Sommer. Untersuchungen ergaben einen winterlichen Rückgang um 11 % und eine sommerliche Zunahme von 4 %. Die Reduktionen am Schädel finden vor allem im Bereich der Hirnkapsel statt, sie verweisen auf eine hohe Flexibilität der Knochen und des Bindegewebes. Ähnliches ist auch von Spitzmäusen und von Wieseln belegt und damit von Tieren, die ganzjährig aktiv sind. Beim nahe verwandten Iberischen Maulwurf kommt dies hingegen nicht vor. Letzterer lebt im Unterschied zum Europäischen Maulkwurf unter deutlich wärmeren Klimabedingungen. Abweichend vom Europäischen Maulwurf ist er hauptsächlich in den Sommermonaten einer Nahrungsknappheit ausgesetzt. Aus diesem Grund kann es als wahrscheinlich angesehen werden, dass der Dehnel-Effekt keine alleinige Reaktion auf Ressourcenmangel, sondern zum größeren Teil auf die winterkalten Verhältnisse darstellt.

### Fortpflanzung
Soweit bekannt, ist die Paarungszeit der Eurasischen Maulwürfe jahreszeitlich beschränkt und findet im Frühjahr statt. Das Weibchen bringt nach einer rund 28-tägigen Tragzeit zwei bis sieben Jungtiere zur Welt, die anfangs nackt und blind sind. Die folgende Entwicklungszeit erfolgt recht schnell. Nach vier bis sechs Wochen verlässt der Nachwuchs das Nest der Mutter. Die Geschlechtsreife tritt häufig nicht vor dem Folgejahr ein. Gelegentlich kommt es im Sommer zu einer zweiten Paarungsphase. Eine Besonderheit bei den Eurasischen Maulwürfen findet sich in der Ausprägung von Zwitterdrüsen bei weiblichen Tieren, wodurch diese in ihrer inneren Struktur Hermaphroditen darstellen. Sie besitzen in der Regel eine uneingeschränkte Reproduktionsfähigkeit, was eine Vergrößerung des Eierstockanteils während der Fortpflanzungsphase bewirkt. Im nichtreproduktiven Jahresabschnitt nimmt jedoch der Hodenanteil zu, verbunden mit einer verstärkten Ausschüttung von Sexualhormonen, was wiederum einen Zuwachs an Muskelmasse und höhere Aggressivität zur Folge hat. Möglicherweise ist dies unterstützend bei der unterirdischen und einzelgängerischen Lebensweise. Das Phänomen wird durch einzelne genetische Umstrukturierungen hervorgerufen. Es ist lediglich beim Iberischen Maulwurf genauer untersucht, allerdings auch vom Europäischen Maulwurf, vom Balkan-Maulwurf (Talpa stankovoci) und vom Römischen Maulwurf bekannt.

## Systematik
Die Eurasischen Maulwürfe sind eine Gattung aus der Familie der Maulwürfe (Talpidae) und der Ordnung der Insektenfresser (Eulipotyphla). Innerhalb der Maulwürfe formen die Eurasischen Maulwürfe gemeinsam mit einigen weiteren Artengruppen vorwiegend ost- und südostasiatischer Herkunft die Tribus der Eigentlichen Maulwürfe (Talpini). Diese bilden die größte Gruppe der Maulwürfe.  Bei ihnen handelt es sich um mittelgroße bis große Vertreter der Maulwürfe mit einer Anpassung an eine grabende Lebensweise. Diese ist unter anderem durch kurze und kräftige Ober- beziehungsweise Unterarme und große, schaufelartige sowie nach außen gedrehte Hände erkennbar. Die Handflächen werden zusätzlich durch ein Sesambein, Präpollex („Vordaumen“) genannt, seitlich erweitert. Weitere Merkmale finden sich in dem kurzen Schwanz und den bei einigen Arten durch eine Hautfalte überdeckten Augen. Besondere Skelettmerkmale der Eigentlichen Maulwürfe stellen die verknöcherte Symphyse des Schambeins und das Fehlen eines Zahnwechsels dar. Nach molekulargenetischen Studien trennten sich die Eigentlichen Maulwürfe von den anderen Triben im Oberen Eozän vor rund 34 bis 36 Millionen Jahren. Die Aufsplittung der Talpini fand nicht vor dem Mittleren Miozän vor rund 12 Millionen Jahren, während sich die Eurasischen Maulwürfe erst im Übergang vom Miozän zum Pliozän vor 7 bis 5 Millionen Jahren stärker diversifizierten.
In die Eurasischen Maulwürfe werden mehr als 15 Arten eingeschlossen, von denen der Europäische Maulwurf (Talpa europaea) die bekannteste ist. Sie lassen sich auf zwei Untergattungen aufteilen: Talpa und Asioscalops. Letztere beinhaltet allerdings lediglich den Sibirischen Maulwurf (Talpa altaica), während alle andere Arten zu Talpa gezählt werden. Als bedeutende Unterschiede zwischen den beiden Untergattungen werden unter anderem der bei Asioscalops im Gesichtsbereich verlängerte Schädel, die kleinen Mahlzähne, was vor allem den stark reduzierten ersten Molaren betrifft, und die generell kurze Zahnreihe hervorgehoben. Die Untergattung Talpa besteht genetisch aus mehreren Entwicklungslinien. Allgemein kann eine östliche und eine westliche Gruppe unterschieden werden, die wenigstens seit dem Unteren Pliozän eigene Wege gingen. Die östliche sammelt sich um den Kaukasischen Maulwurf (Talpa caucasica) und beinhaltet weitere Formen wie den Ognev-Maulwurf (Talpa ognevi), den Talysch-Maulwurf (Talpa talyschensis) und den Pater-David-Maulwurf (Talpa davidiana). In der westlichen Gruppe  formierten sich einzelne Verwandtschaftsgruppen um den Europäischen Maulwurf, den Levantinischen Maulwurf (Talpa levantis) und den Blindmaulwurf (Talpa caeca).
Die Gattung der Eurasischen Maulwürfe kann folgendermaßen gegliedert werden:
- Untergattung Asioscalops Stroganov, 1941

- Sibirischer Maulwurf oder Altai-Maulwurf (Talpa altaica Nikolsky, 1883);  Sibirien zwischen Ob und Lena sowie nördliche Mongolei

- Untergattung Talpa Linnaeus, 1758

- Aquitanien-Maulwurf (Talpa aquitania Nicolas, Martínez-Vargas & Hugot, 2017); südwestliches Frankreich und nördliches Spanien
- Blindmaulwurf (Talpa caeca Savi, 1822); Süd- und Südosteuropa
- Kaukasischer Maulwurf (Talpa caucasica Satunin, 1908); Kaukasusregion des südlichen Russlands und nördlichen Georgiens
- Pater-David-Maulwurf (Talpa davidiana (Milne-Edwards, 1884)); südliche und südöstliche Türkei
- Europäischer Maulwurf (Talpa europaea Linnaeus, 1758); West-, Mittel- und Osteuropa einschließlich einzelner Bereiche von Zentral- und Nordasien
- Talpa hakkariensis Gündüz, Demirtaş, Silsüpür, Özmen, Polly & Bilton, 2023; südöstliche Türkei
- Levantinischer Maulwurf oder Schwarzmeer-Maulwurf (Talpa levantis Thomas, 1906); Schwarzmeerküste der Türkei und der Kaukasusregion
- Martino-Maulwurf (Talpa martinorum Kryštufek, Nedyalkov, Astrin & Hutterer, 2018); Südosteuropa mit dem europäischen Teil der Türkei und angrenzendes Bulgarien
- Iberischer Maulwurf (Talpa occidentalis Cabrera, 1907); Iberische Halbinsel.
- Ognev-Maulwurf (Talpa ognevi Stroganov, 1944); nordöstliche Türkei und angrenzendes Georgien
- Römischer Maulwurf (Talpa romana Thomas, 1902); Italien und südöstliches Frankreich
- Balkan-Maulwurf (Talpa stankovici V. Martino & E. Martino, 1931); südliche Balkanhalbinsel (Griechenland, Mazedonien und Albanien)
- Talpa streetorum Lay, 1965; nordwestlicher Iran
- Talysch-Maulwurf (Talpa talyschensis Vereschchagin, 1945); Südküste des Kaspischen Meeres vom südlichen Aserbaidschan bis nördliches Iran
- Transkaukasien-Maulwurf (Talpa transcaucasica Dahl, 1944); östliches Anatolien

Des Weiteren sind noch einzelne fossile Arten belegt. Von diesen traten einige bereits im Miozän auf, andere gehören dem Plio- und dem Pleistozän an:
- miozäne Gruppe

- Talpa gilothi Storch, 1978
- Talpa minuta de Blainville, 1840
- Talpa tenuidentata Ziegler, 1990
- Talpa vallesensis de Villalta Comella & Crusafont Pairó, 1944

- plio-pleistozäne Gruppe

- Talpa episcopalis Kormos, 1930
- Talpa fossilis Petényi, 1864 (Pomel, 1848)
- Talpa masinii Marchetti, 2024
- Talpa minor Freudenberg, 1914
- Talpa neagui Radulescu & Samson, 1989
- Talpa tyrrhenica Bate, 1945

Im Laufe der Forschungsgeschichte wurden verschiedene weitere ausgestorbene Formen eingeführt, etwa Talpa gracilis, Talpa csarnotana, Talpa magna, Talpa praeglacialis oder Talpa chthonia. Häufig sind sie aber als synonym zu bereits bestehenden Bezeichnungen aufzufassen.
Vor allem in der zweiten Hälfte des 20. Jahrhunderts wurden auch die in Ost- und Südostasien lebenden Gattungen der Südostasiatischen Maulwürfe (Euroscaptor), der Ostasiatischen Maulwürfe (Mogera), der Weißschwanzmaulwürfe (Parascaptor) und der Kurzgesichtmaulwürfe (Scaptochirus) in die Eurasischen Maulwürfe eingegliedert. Dies geht auf Ernst Schwarz zurück, der im Jahr 1948 die genannten Gruppen mit Talpa gleichsetzte. Die Anerkennung als jeweils eigenständige Gattungen erfolgte teilweise erst Mitte der 1980er Jahre, wobei sich die Hauptunterschiede im Bau und Anzahl der Zähne finden.

## Forschungsgeschichte

### Erstbenennung und Etymologie
Der Gattungsname Talpa geht auf Linnaeus aus dem Jahr 1758 zurück, der ihn in der zehnten Ausgabe seines Werkes Systema naturae wissenschaftlich einführte. Hierin wies er den Europäischen Maulwurf aus, der heute als Nominatform der Gattung gilt. Talpa als Bezeichnung wurde aber schon früher verwendet, etwa von Conrad Gessner im Jahr 1551 und Albert Seba im Jahr 1734, auf die sich Linné in seiner Erstbeschreibung auch berief. Der Name selbst ist lateinischen Ursprungs und bedeutet übersetzt „Maulwurf“. Sprachliche Ableitungen hiervon sind taupe im Französischen oder topo im Spanischen.

### Diversität der Eurasischen Maulwürfe und Aufdeckung kryptischer Arten
Die Eurasischen Maulwürfe sind die artenreichste Gruppe innerhalb der Maulwürfe. In ihrer forschungsgeschichtlichen Vergangenheit waren aber zahlreiche Vertreter zusammengefasst worden, was unter anderem das recht einheitliche äußere Erscheinungsbild hervorgerufen durch die unterirdische Lebensweise begünstigte. So bildete der Europäische Maulwurf teilweise eine weit umfassendere Art, die unter anderem und je nach Auffassung den Römischen Maulwurf, den Balkan-Maulwurf, den Kaukasischen Maulwurf und den Ognev-Maulwurf einschloss. Im Blindmaulwurf hingegen wurden wiederum die überwiegend kleinen Maulwürfe vereint, wie etwa der Iberische Maulwurf, der Levantinische Maulwurf, der Talysch-Maulwurf und mitunter auch der Kaukasische Maulwurf. Letzterer formte manchmal auch eine eigene Artengruppe und enthielt dann unter anderem den Ognev-Maulwurf, ebenso wie nach anderen Studien der Levantinische Maulwurf alle Maulwürfe der Kaukasus-Region aufnahm. Die Gruppierung der einzelnen Arten erfolgte dabei häufig aus biogeographischen Erwägungen und basierte weniger auf tatsächlichen Verwandtschaftsverhältnissen. Allerdings ließen bereits in den 1970er Jahren vorgenommene karyologische Untersuchungen eine komplexere Gliederung der Eurasischen Maulwürfe vermuten. So zeigte sich zwar ein Großteil der Formen in ihrem Chromosomensatz eher konservativ, doch wiesen neben dem Blindmaulwurf auch einige kaukasische Vertreter einen erweiterten Satz auf.
Erst der Einsatz moderner biochemischer und molekulargenetischer Untersuchungsmethoden Ende des 20. und Anfang des 21. Jahrhunderts ermöglichte eine genauere Erörterung der verwandtschaftlichen Beziehungen der Eurasischen Maulwürfe. Bereits Mitte der 1980er Jahre ergaben Studien an den Allozymen einiger europäischer Vertreter wie dem Europäischen Maulwurf, dem Iberischen Maulwurf, dem Römischen Maulwurf, dem Blindmaulwurf und dem Balkan-Maulwurf eine stärkere Diversität, die für die weitgehende Eigenständigkeit der einzelnen Formen sprach. Umfangreichere Analysen aus den 2010er Jahren bezogen dann weitaus mehr Material ein, unter anderem auch einige osteuropäische und westasiatische Vertreter. Das sich daraus ergebende Bild der genetischen Beziehungen unterstützte auch die Ansicht der Eigenständigkeit des Levantinischen Maulwurfs, des Kaukasischen Maulwurfs oder des Pater-David-Maulwurfs.
Der Trend setzte sich in der Folgezeit weiter fort. Mehrere molekulargenetische Studien aus den Jahren 2014 und 2015 deckten auf, dass der Europäische Maulwurf drei jeweils monophyletische Linien einschließt. Diese umfassen den eigentlichen Europäischen Maulwurf, eine Population auf der nördlichen Apenninen-Halbinsel und eine im Norden der Iberischen Halbinsel. Letztere wurde im Jahr 2015 auf Artniveau gehoben und als Aquitanien-Maulwurf erstbeschrieben. Für die norditalische Linie besteht darüber hinaus die Möglichkeit, dass es sich ebenfalls um eine eigenständige Art handelt. Der Levantinische Maulwurf und der Kaukasische Maulwurf enthielten des Weiteren mehrere kryptische Arten. Im Folgenden wurde daher von letzterem im Jahr 2018 der Ognev-Maulwurf abgespalten, von ersterem im Jahr 2020 der Transkaukasien-Maulwurf. Zusätzlich erhielt im Jahr 2018 die südosteuropäische Population als Martino-Maulwurf (Talpa martinorum) einen eigenen Artstatus. Diese wurde zuvor dem Levantinischen Maulwurf zugesprochen, ist aber genetisch näher mit dem Europäischen Maulwurf verwandt. Seit den 2020er Jahren erbrachten genetische Untersuchungen eine insgesamt hohe Diversität der anatolischen Formen. Dadurch konnten unter anderem Talpa hakkariensis und Talpa streetorum als eigenständig gegenüber dem Pater-David-Maulwurf erkannt werden.

## Stammesgeschichte
Generell sind die Eurasischen Maulwürfe eher selten fossil überliefert. Dem molekulargenetisch festgestellten Abzweig der Gattung Talpa im Oberen Miozän vor rund 7 bis 5 Millionen Jahren wird durch einige Fossilformen aus dem Unteren bis Oberen Miozän vor rund 22 bis 8,5 Millionen Jahren vorerst widersprochen. Es handelt sich hierbei um Arten wie Talpa tenuidentata, Talpa minuta, Talpa vallesensis und Talpa gilothi. Die häufigste und zeitlich am weitesten reichende dieser Formen ist Talpa minuta, die schon im Jahr 1840 von Henri Marie Ducrotay de Blainville von der Fundstelle Sansan in Südfrankreich eingeführt wurde und in ihrem Zahnbau stark den heutigen Eurasischen Maulwürfen ähnelte. Sie ist von verschiedensten Fundstellen im westlichen und zentralen Europa nachgewiesen, so unter anderem aus mehreren der älteren Spaltenfüllungen von Petersbuch in Bayern, von wo ein umfangreiches Material aus Gebissresten und Skelettelementen vorliegt. Dem gegenüber ist Talpa tenuidentata auf das Untere Miozän beschränkt. Die Art zeichnet sich durch besonders schlanke Zähne aus und wurde anhand von Funden aus Ulm in Baden-Württemberg im Jahr 1990 eingeführt. Die beiden anderen Arten sind bisher lediglich aus dem Mittleren bis Oberen Miozän belegt. Möglicherweise handelt es sich bei diesen ersten Talpa-Formen um einen frühen Abzweig der Eigentlichen Maulwürfe (Talpini). Sie verschwanden im Verlauf des Oberen Miozäns vollständig, wonach es bis zum Beginn des Pliozäns eine Überlieferungslücke in Europa gibt.
Der nächste Nachweis der Eurasischen Maulwürfe fällt in das Untere Pliozän. Auch hier sind überwiegend kleine Vertreter der Gattung dokumentiert. Teilweise werden diese mit Talpa neagui in Verbindung gebracht. Die Form wurde im Jahr 1989 anhand von sieben Oberarmknochen von der unterpliozänen Fundstelle Berești beschrieben und liegt möglicherweise auch von Mălușteni, beide in Rumänien, vor. Besondere Kennzeichen finden sich in dem sehr breiten Schaftdurchmesser. Allerdings bestehen einzelne Abtrennungsschwierigkeiten zu einer anderen kleinen Form, die unter der Bezeichnung Talpa minor bekannt ist. Diese trat vom Unteren Pliozän bis zum Mittelpleistozän auf und hatte eine sehr weite Verbreitung über Europa, die von Polen im Osten über Deutschland bis nach England im Westen und Italien und Bulgarien im Süden reichte. Sehr frühe Funde sind unter anderem aus Muselievo im nördlichen Bulgarien und aus Gundersheim in Rheinhessen belegt. An deren Seite reiht sich Wölfersheim in der Wetterau ein, wo Talpa minor mit einzelnen Oberarmknochen und Backenzähnen dokumentiert ist. Auffallenderweise trat hier zusätzlich noch Talpa gilothi als eine der miozänen Frühformen auf, ebenfalls über Gliedmaßenknochen und Zähne überliefert. Die Fossilreste bilden den bisher jüngsten Nachweis dieser Form. Späte Belege von Talpa minor wiederum stammen aus einer der jüngeren Spaltenfüllungen von Petersbuch in Bayern und aus Hundsheim in Österreich, von letzterer Fundstelle wurde die Art auch im Jahr 1914 anhand einzelner Gliedmaßenknochen erstbeschrieben. Einige andere eingeführte Formen wie Talpa csarnotata und Talpa gracilis sind als mit Talpa minor identisch aufzufassen. Erstere wurde anhand einzelner fragmentierter Oberarmknochen aus Csarnota benannt, letztere wiederum an Gebissresten aus Püspökfürdö, beide Ungarn. Talpa minor wird teilweise als Vorgängerform des Blindmaulwurfs angesehen, was allerdings zahnmorphologische Untersuchungen nicht bestätigen können. Aus der altpleistozänen Spaltenfüllung von Rivoli Veronese bei Verona im nördlichen Italien sind Reste von Talpa masinii bekannt. Sie umfassen Beinknochen sowie Unterkieferteile und zeichnen sich durch ihren sehr grazilen Bau aus. Ihre metrischen Werte untertreffen noch einmal jene von Talpa minor der gleichen Zeitperiode. Genauere verwandtschaftliche Beziehungen zu anderen kleinen Vertretern der Eurasischen Maulwürfe lassen sich aber bisher nicht rekonstruieren.
Aus oberpliozänen bis mittelpleistozänen Ablagerungen ist gelegentlich noch eine sehr große Maulwurfsform belegt, die als Talpa episcopalis bezeichnet wird. Erstmals beschrieben über mehrere Gliedmaßenknochen aus Püspökfürdő im Jahr 1930, wurde die Art später auch aus einzelnen Fundstellen in Deutschland, so in der Breitenberghöhle oder in Erpfingen, sowie Österreich, hier etwa Hundsheim, vorgestellt. Möglicherweise kam sie auch in Betfia in Rumänien vor. Es handelt sich allgemein um ein sehr seltenes Faunenelement. Deutlich häufiger ist dagegen eine andere größere Form, die im Pleistozän teils zeitgleich und mitunter an den gleichen Fundstellen mit Talpa minor zusammen auftrat. In den frühen Abschnitten des Pleistozäns wird diese häufig als Talpa fossilis ausgewiesen, späte Vertreter sind zumeist mit dem Europäischen Maulwurf gleichzusetzen. Einige Wissenschaftler sehen Talpa fossilis als Vorgängerform von Talpa europaea an, eine skelettanatomische Untersuchung aus dem Jahr 2015 bestätigte die Trennung auf Artebene. Andere ausgestorbene Formen wie Talpa praeglacialis aus Püspökfürdő sind höchstwahrscheinlich mit Talpa fossilis identisch. Mit dem Verschwinden von Talpa minor im Mittelpleistozän ist dann in Europa weitgehend nur Talpa europaea nachweisbar. Sporadisch wurden auch Reste anderer, heute bestehender Arten ausgewiesen, so des Levantinischen Maulwurfs, des Pater-David-Maulwurfs und des Römischen Maulwurfs, doch ist ihre genaue phylogenetische Stellung nicht eindeutig.
Unabhängig von den fossilen festländischen Formen der Eurasischen Maulwürfe kam im Pleistozän mit Talpa tyrrhenica auch ein Vertreter auf Mittelmeerinseln wie Sardinien und Korsika vor. Erste Hinweise auf Talpa-artige Tiere datieren bereits in das Pliozän, so beispielsweise einzelne Gebissteile vom Capo Mannu im westlichen Sardinien. Sie stehen aufgrund der Größe und des Zahnbaus vermutlich Talpa minor nahe. Die pleistozänen Funde werden jedoch Talpa tyrrhenica zugewiesen, frühe Reste repräsentieren unter anderem einige Zahnfunden vom Monte Tuttavista im Osten von Sardinien. Über die Art, die im Jahr 1945 von Dorothea Bate anhand von mittelpleistozänen Fossilien vom Monte San Giovanni im südwestlichen Sardinien eingeführt worden war, ist relativ wenig bekannt. Mehrfach belegt ist sie während der Spätphase des lokalen Microtus (Tyrrhenicola) faunal complex (dem sogenannten Dragonara faunal subcomplex), die das gesamte Oberpleistozän umspannt. Sie starb vermutlich im Unteren Holozän aus.

## Bedrohung und Schutz
Der größere Teil der Arten der Eurasischen Maulwürfe wird von der IUCN als in ihrem Bestand nicht bedroht eingestuft, was die Umweltschutzorganisation zumeist mit der jeweils weiten Verbreitung und den stabilen Populationen begründet. Lediglich für den Pater-David-Maulwurf liegen zu wenige Daten für eine genauere Kategorisierung vor. Allerdings berücksichtigt die IUCN einige in der zweiten Hälfte der 2010er Jahre neu beschriebene oder anerkannte Arten momentan (Stand Dezember 2020) nicht. Hierzu zählen der Ognev-Maulwurf, der Talysch-Maulwurf, der Transkaukasien-Maulwurf, der Aquitanien-Maulwurf und der Martino-Maulwurf (Talpa martinorum).